# Garfio (Once Upon a Time)
Killian Jones, también conocido como el capitán Garfio, es un personaje ficticio en la serie de televisión de ABC Once Upon a Time. Es interpretado por el actor y músico irlandés Colin O'Donoghue, quien pasó a ser presencia habitual de la serie en la segunda temporada tras hacer apariciones recurrentes y se ha convertido en uno de los personajes favoritos de las fanes desde su debut. Está basado en la obra de J. M. Barrie, Peter Pan y Wendy.

## Historia del personaje
En El Bosque Encantado, Killian Jones es un pirata que, tras ser abandonado por su padre, junto a su hermano Liam trabajaron arduamente para pagar su libertad como esclavos, posteriormente después de un tiempo lograron ganar su libertad y trabajó para un rey con su hermano Liam. Después el rey para el que trabajaban les dio la misión de conseguir una valiosa planta «curativa» encontrada en un lugar lejano, los dos fueron enviados a Nunca Jamás para recuperar una valiosa planta. A Killian le cuesta seguir las órdenes pero a pesar de ello sigue adelante con el plan: al llegar a Nunca Jamás, Peter Pan les intercepta y les sugiere largarse de la isla, Killian y Liam insisten en que no se irán hasta encontrar la planta y dan por ignoradas las advertencias de Pan, Killian empieza a cuestionarse si las advertencias de Pan son ciertas, y empieza a dejar de seguir las órdenes que le habían indicado, se embarca en busca de aquella planta y al encontrarla empieza a pensar que tal vez la planta no sea lo que creen, Liam confiado de lo que les habían dicho los reyes, tiene contacto con la planta y se envenena, ahí Killian se da cuenta de que la planta no es curativa y los habían engañado, él busca la manera de curar a Liam y se aparece Peter Pan, ofreciéndole una forma de curarle con el agua de una cascada mágica. Killian le da de beber a Liam dicha agua y finalmente se van de la Isla, no sin que antes Pan les hiciese otra advertencia al decirles que el efecto del agua se perdería al salir de Nunca Jamás. Liam, que no se lo cree, termina muriendo a causa de la planta y eso lleva a Killian a convertirse en el capitán de la Joya del Reino, a la que rebautiza como la Jolly Roger.
Algún tiempo después, entre las muchas aventuras que pasa como capitán, llega al bosque encantado conociendo a la mujer de Rumplestiltskin, Milah en un bar, Killian la seduce y ambos se enamoran. Milan oculta su relación con Killian a Rumplestiltskin y escapa de su hogar para huir con Jones Rumple se entera y busca a Killian para pedirle que libere a su esposa pues cree que fue «raptada» por piratas, Rumplestiltskin intenta persuadir a Jones para que tenga piedad y no huya con su mujer, el pirata sostiene una espada en su garganta y le reta a un duelo, Rumplestiltskin se niega a pelear y Jones se burla de él por sus acciones, las cuales considera cobardes. Tiempo después Rumplestiltskin se convierte en el Ser obscuro y busca a Jones para cobrar venganza, deseando continuar con su duelo. En esta lucha, la vida de Jones es salvada por Milah, quién opta para hacer un trato con su exmarido. Aun así, Rumplestiltskin es incapaz de perdonarla por abandonar a su hijo Baelfire, así que la mata. Cuándo Jones intenta vengarse por tal acción, Rumplestiltskin le corta su mano, la cual reemplaza con el garfio que utiliza para intentar matar, sin éxito, al Ser Oscuro. Desde este momento, Jones se convierte en el Capitán Garfio. Tras tomar a William Smee como su primer compañero, regresa a Nunca Jamás, a fin de encontrar una manera de matar a Rumplestiltskin. Poco después de su llegada, Garfio da refugio a Baelfire, quién ha llegado a Nunca Jamás y huye de Pan. Forma una amistad improbable con él, hasta que Bae descubre que su madre huyó con Garfio, abandonándole. Se enfurece aún más cuando descubre que le estaba utilizando para asesinar a su padre, por lo que se da cuenta de que Garfio no es en realidad tan diferente de su padre, el hombre a quien quiere matar. Garfio le propone unirse a su tripulación a lo que Bae le dice que no. En respuesta, Garfio entrega a Bae a los Niños Perdidos,  los cuales sirven a Peter Pan.
Años más tarde, Garfio regresa de Nunca Jamás. Al regresar al bosque encantado busca a una prisionera llamada Bella (que llevaba tiempo siendo prisionera del Espectro), para que le ayude a destruir al Ser Obscuro, después de darse cuenta de que Bella no tiene ningún deseo de matar a Rumplestiltskin, entonces Killian se marcha. Posteriormente es interceptado por Regina, quién promete que le ayudará a asesinar al Espectro; pero a cambio Garfio debe asesinar a la madre de Regina, Cora, en el País de las maravillas. Aun así, tras encontrar a Cora, Garfio decide traicionar a Regina y forjar una alianza con Cora, cuando el trato de Regina implicaba la pérdida de memoria. Cuando Cora salga fuera, será difícil para Garfio matar a alguien que no puede recordar. Cuándo la Maldición Oscura es lanzada, Cora protege a ambos y a parte del Bosque Encantado con un hechizo protector, congelando el tiempo por veintiocho años.
Por este tiempo, Garfio encuentra a Emma Swan y a Blancanieves en el Bosque Encantado. Trabajando con Aurora y Mulan, Emma y Blancanieves descubren que Garfio y Cora quieren seguirles a Storybrooke. Aun así, Garfio había conseguido una habichuela mágica de un gigante que el y Swan habían encontrado anteriormente, una habichuela que podía llevarles a él y a Cora a Storybrooke. Aunque finalmente el portal abierto por Cora es traspasado por Blancanieves y Emma, Cora y Garfio viajan a Storybrooke a bordo del Jolly Roger. De vuelta en Storybrooke, Garfio se enfrenta a Rumplestiltskin (conocido en el pueblo como el Señor Gold) y dispara a Bella cuando Gold se disponía a abandonar la ciudad en busca de Baelfire, haciendo que ésta cruce la frontera y pierda su memoria otra vez. Después de que es traicionado por Regina y Cora (quiénes deciden utilizar la daga del Ser Oscuro en su beneficio), Garfio va a Nueva York en busca del Señor Gold para clavarle el garfio envenenado con la planta que mató a su hermano. Después de darse cuenta de que Gold había sido salvado por Blancanieves a cambio de la vida de Cora, Garfio ayuda a Greg Mendell y a Tamara, dos de los agentes de Pan. Forja una alianza con Regina y la traiciona, por lo que consiguen capturarla. Aun así, al darse cuenta de que el plan de Greg y el Tamara implicaría su muerte, Garfio les traiciona y aliados con sus enemigos anteriores. Aunque en un principio intenta ser honorable y ayudar a salvar el pueblo, cuando el plan para salvar el pueblo parece tener poca esperanza de éxito roba la habichuela mágica para utilizarla con el objetivo de salvarse. Aun así, regresa en honor a Baelfire,  quien supuestamente ha muerto para salvar a Emma. Después, viaja con Gold, Regina, Emma,  David y Blancanieves a Nunca Jamás para rescatar a Henry.
En Nunca Jamás, Garfio se convierte en el guía del grupo. Durante la misión, Garfio se preocupa por Emma e incluso ayuda a salvar la vida de David Nolan, después de que es envenenado con la planta. Como ejemplo de su recién encontrado heroísmo, Garfio rechaza un trato ofrecido por Pan para continuar trabajando para él. Después de rescatar a Henry y a su padre (Baelfire), el grupo regresa a Storybrooke, con la ayuda de Baelfire. De vuelta en Storybrooke, Garfio decide mantenerse al margen, para que Emma y Baelfire (los padres de Henry) puedan tener una posibilidad de volver a estar juntos. Después de que Pan promulga de nuevo la Maldición Oscura, Garfio está presente cuándo su viejo enemigo es asesinado por su némesis: el hijo de Pan, Rumplestiltskin. Con Pan destruido, Regina tiene éxito en invertir su maldición, enviando a Garfio y a los otros habitantes de vuelta al Bosque Encantado, mientras Emma y Henry huyen a la Ciudad de Nueva York con nuevos recuerdos. Mientras, en el Bosque Encantado, Garfio prueba, sin éxito regresar a sus viejos hábitos. Pero después de traicionar a la sirena Ariel para conseguir de nuevo su barco, Garfio es consumido por la culpa.
Después de que una maldición nueva es lanzada por Blancanieves para combatir a Zelena, la Bruja Mala del Oeste, Garfio viaja para traer de regreso a Emma, con la esperanza de redimirse. Después de traer de vuelta a Emma, Garfio restaura sus recuerdos con una poción y regresa a Storybrooke con Emma y Henry para salvar Storybrooke de Zelena. Mientras, en Storybrooke, Garfio es maldito por Zelena, quién desea quitarle los poderes a Emma. Utilizando un resucitado Rumplestiltskin como esclavo, Zelena orquesta una serie de acontecimientos que obligan a Garfio a hacer lo que ella quiere sin él desearlo. Afortunadamente, Regina posee suficiente magia blanca para parar a Zelena por un tiempo. Aun así, después de que es casi asesinada por Gold, abre un portal de tiempo, en el cual Garfio y Emma son trasladados al Bosque Encantado. Allí, Garfio y Emma accidentalmente interrumpen el encuentro  de los padres de Emma: Blancanieves y el Príncipe «James» David. Con la ayuda de Rumplestiltskin, Garfio y Emma arreglan su equivocación, pero accidentalmente rescatan a Marian, que iba a morir. Para arreglar esta equivocación, Garfio y Emma traen a Marian al presente, aunque en realidad se trata de Zelena disfrazada (había asesinado a Marian y tomado su forma). Mientras, en el Castillo Oscuro, Emma usa su magia para reabrir el portal al presente y comienza una relación con Garfio, después de que revela que vendió su barco por ella.
Al regresar al presente, se convierte en esclavo de un trato con Gold, después de que es engañado por la Maldición Oscura. A través del curso de la batalla contra la anterior reina Ingrid, Garfio sirve a Gold en la recopilación de más magia para él. Después de que Garfio intenta impedir que el Ser Oscuro absorba la magia de Emma, Gold extirpa el corazón de Garfio y le controla. A causa de esto, Gold fuerza a Garfio para que aspire a las hadas al sombrero del inmortal hechicero Merlín. Después de que Ingrid se sacrifica para parar su propia maldición, Gold utiliza a Garfio para sacrificarlo en la ceremonia que interrumpirá la conexión entre él y su daga. Afortunadamente, es rescatado por la llegada oportuna de Bella, quién ha tomado la posesión de la verdadera daga. Más tarde, Garfio trabaja con Bella para encontrar un hechizo para liberar a las hadas encarceladas en el sombrero, sin saber que también están liberando al Chernabog. La bestia es finalmente derrotada con la ayuda de Úrsula y Cruella de Vil, quiénes han hecho una alianza con Gold. Cuándo es revelado que Gold, Úrsula, y Cruella han resucitado a Maléfica, Garfio decide hacer las paces con Ursula, a la que traicionó hace mucho tiempo. Después de que su capacidad para cantar es restaurada, Úrsula le cuenta a Garfio el resto del plan de Gold: atraer a Emma a la oscuridad. Este plan es finalmente realizado a través de Isaac Heller, el Autor, quién crea una realidad alternativa que aleja a los héroes de sus finales felices. En esta realidad, un Garfio cobarde ayuda a Emma y a Henry en su búsqueda para restaurar su antigua realidad. En una lucha contra el malvado Príncipe Encantador, Garfio es asesinado. Aun así, cuándo el universo alternativo es deshecho, la vida de Garfio es restaurada. Al regresar a Storybrooke, la vida de Gold es casi agotada por su propia oscuridad. Con la esperanza de impedir esto, el aprendiz de Merlin saca la oscuridad de Gold, intentando almacenarla en el sombrero de su maestro. Desafortunadamente, el sombrero no es bastante fuerte para contenerlo, y la oscuridad se escapa. Aunque originalmente se dirige hacia el aprendiz, es salvado brevemente por Emma, quién lo expulsa fuera. Aun así, cuándo la oscuridad escoge a Regina como su anfitrión, Emma se sacrifica y se convierte en el nuevo Ser Oscuro, pidiendo a sus padres y a Garfio que la liberen de la oscuridad.
Con una combinación de los poderes de Regina y Zelena, Garfio y los otros son transportados al Bosque Encantado, donde se reúnen con Emma. Es Garfio quién impide que Emma mate a sangre fría a la princesa escocesa Merida en un momento de desesperación. En Camelot, Garfio y los otros buscan a Merlin para ayudar a salvar a Emma de su propia oscuridad. Aunque paran a causa del trastornado Rey Arturo, finalmente liberan a Merlin. Aun así, a través de las maquinaciones de Arturo, Merlin falla al revivir la bondad de Emma. Después de que Emma pasa su prueba y sigue siendo una heroína, Garfio y los otros son traicionados por Zelena, quién ayuda a Arturo a enlazar a Merlin al control de Excalibur, forzándole a abandonar a Emma en su momento de necesidad. Seis semanas después de su llegada, Emma envía a sus antiguos aliados de vuelta a casa y les quita sus recuerdos. Mientras, en Storybrooke, Garfio intenta romper la maldición de Emma a través de un beso de amor verdadero, como intentó Bella años antes con Rumplestiltskin. Al igual que antes, el plan falla. Poco después, Emma engaña a Garfio para que este le devuelva su espada —el ingrediente principal para revivir a Gold, a quién planea utilizar para conseguir a Excalibur—. En esta conversación, Garfio se responsabiliza por su pasado villano, condena sus acciones, y elogia al hombre que fue una vez Rumplestiltskin, un hombre justo que intentaba mantener a su familia unida. En su mente, Rumplestiltskin se convirtió en un monstruo, pero Garfio cambió a mejor. Después de que sus memorias son restauradas, Garfio utiliza la sangre del Señor Gold (un hombre que murió pero volvió de entre los muertos) para invocar al barquero del Inframundo, resucitando a todos los Seres Oscuros. Casi sigue adelante con su plan, pero decide parar por los seres queridos que le rodean. Emma le apuñala con Excalibur, sacrificándose, pero también enviando la Oscuridad de vuelta a Rumplestiltskin. Después de saber acerca del último engaño del Ser Oscuro, Emma chantajea a Gold para llevarla a ella y a su familia al Inframundo para revivir a Garfio.
Después de que Emma consiga salvar a Garfio de las manos de Hades (rey del inframundo) busca una forma de salir de tal mundo en todos estos intentos garfio encuentra a su hermano, el cual ayuda a los héroes a buscar el libro que necesitan, pero entre toda la búsqueda se descubre el trato que había hecho liam con Hades, y después de una gran pelea de hermanos liam resuelve sus asuntos pendientes y se va junto con toda una tripulación.
Garfio y Emma encuentran una forma de salir pero su misión fracasa. luego de una triste y dolorosa despedida. Emma, David, Blancanieves, Regina, Zelina Bella y Rumplestiltskin regresan a Storybrooke, ahí Hades trata de controlar a Zelina para que dominen Storybrooke, en eso Hades mata a Robin Hood y Zelina se da cuenta de que no es el hombre que pensaba y lo destruye gracias a unas páginas que encontró Garfio en el inframundo y se las envió a Emma.
Tras dos pérdidas, Garfio puede solucionar sus asuntos pendientes y se va en eso se encuentra con Zeus (dios de lo cielos) el cual por agradecimiento de derrotar a Hades  le da una nueva oportunidad con Emma y lo devuelve a Storybrooke en donde vuelve a estar con Emma.
Cuando nuestros héroes intentan devolver a la gente de Camelot a su tierra, Garfio, David, Zelina, y Blancanieves son absorbidos por un portal que los lleva a la tierra de las historia no contadas, en donde son encarcelados. luego con ayuda de Emma, Regina y Henry logran regresar y al volver a Storybrooke se dan cuenta de que no son los únicos que han regresado. Tras ayudar a Cenicienta, Emma pide a Garfio que se mude con ella y ambos comienzan una vida juntos.
Luego Garfio le pide ayuda a Archie porque siente que los padres de Emma (David y Blancanieves) piensan que él no es lo mejor para Emma. Tras ayudar a David con un mal recuerdo, Garfio se arma de valor y le propone matrimonio a Emma, la cual responde que sí; luego Garfio descubre que fue él quien asesinó al padre de David y decide huir con unos viejos amigos, cuando Garfio se arrepiente Gedeon (hijo de Bella y Rumplestiltskin) lo manda lejos con la tripulación del capitán Nemo. Tras un gran esfuerzo, Garfio logra llegar hasta Emma y juntos planifican su boda. Después de descubrir el plan del hada negra, Garfio y Emma se casan en una feliz ceremonia y unos minutos después son absorbidos por el hechizo del hada negra.
Garfio sube por el tallo de habichuelas (en donde fue la primera aventura con Emma) junto con David y logran encontrar una habichuela para regresar con Emma.
Después, Killian Jones pasa a ser el oficial adjunto de Emma en la estación de Sheriff. Un tiempo después Garfio es llamado junto a Emma y Regina por Henry quien necesita ayuda con unos enemigos, en eso se encuentra con un personaje muy familiar quien lo noquea y se hace pasar por él en eso este personaje descubre que Emma está embarazada y regresa con garfio, el cual lo ataca y accidentalmente Wish Hook se apuñala a sí mismo, luego de que se supo toda la verdad sobre este personaje Emma lo salva y ella y Garfio van juntos a Storybrooke. Tras una gran aventura familiar, Garfio se presenta a la coronación de Regina como la reina buena junto a Emma y a su recién nacida Hope Swan-Jones (hija de Garfio y Emma).

## Desarrollo del personaje y recepción
En 2012, O’Donoghue fue elegido para interpretar al Capitán Garfio/Killian Jones en la segunda temporada y en un principio iba a ser un personaje de apoyo, pero se convirtió en un personaje regular después de su primer episodio en la serie. Garfio siempre ha tenido un interés en la Salvadora, Emma Swan interpretada por Jennifer Morrison pero luego se da cuenta de que es la primera vez que se ha vuelto a enamorar después de la muerte de su primer amor, Milah. Él sabe que siempre ha habido algo entre ellos dos y finalmente, tras muchos desafíos superados, terminan juntos. Muchos fanes llaman a su relación Capitán Swan. Christina Perri dedicó su canción The Words a esta popular pareja ficticia. La pareja ha sido nominada a los People’s Choice Awards a la categoría de mejor química en pantalla y a los Teen Choice Award’s Best TV Liplock.